# Fiat Dino
Fiat Dino — спортивний автомобіль, що випускався компанією Fiat з 1966 по 1973 рік.

## Опис

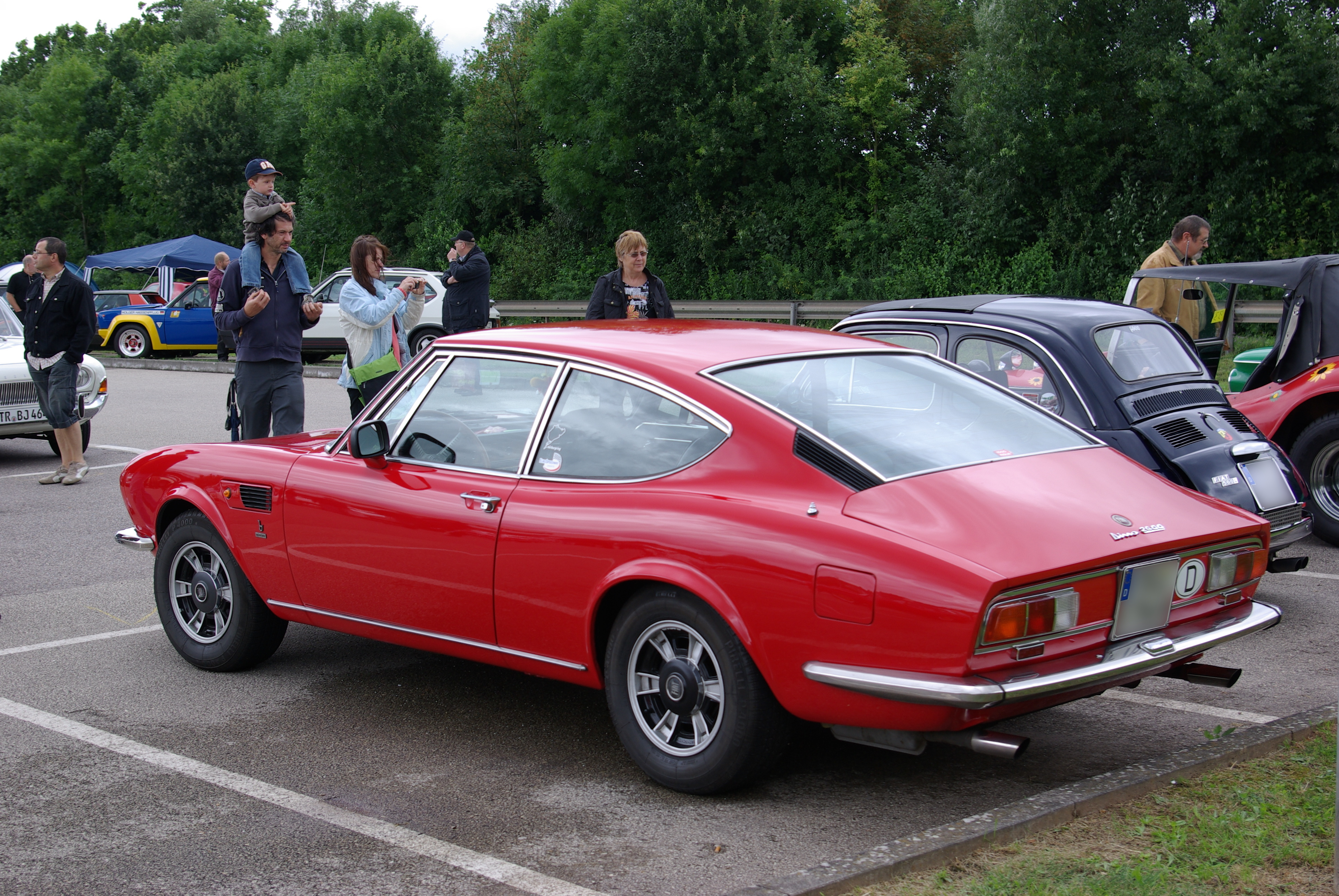
Fiat Dino

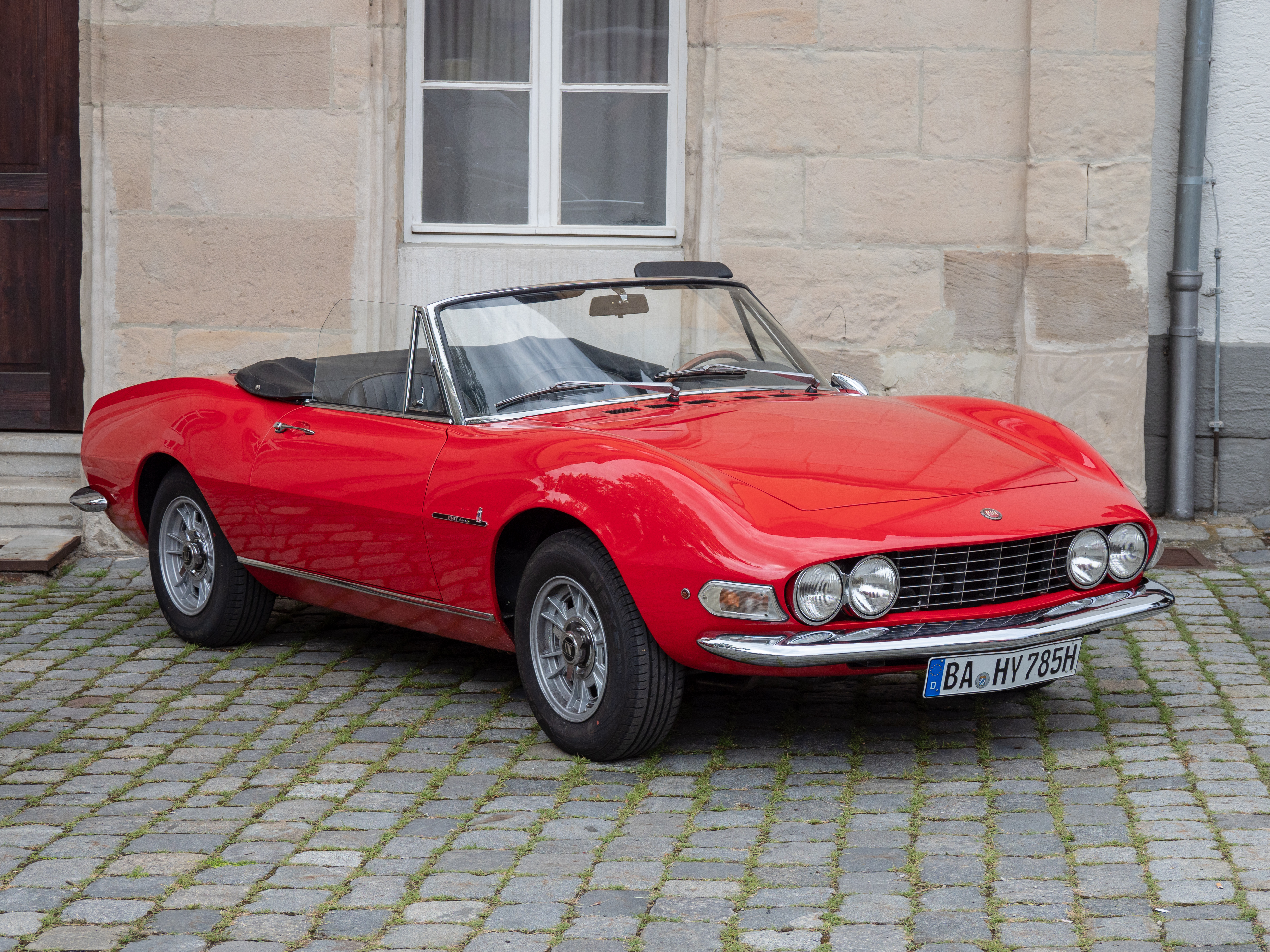
Fiat Dino Spider

Випуск автомобіля був підготовкою для створення Ferrari Dino і обидва цих автомобіля можна легко сплутати між собою. Fiat Dino дозволив компанії Ferrari досягти необхідної кількості автомобілів для омологації двигуна V6 для участі в гонках Формула 2.
Fiat Dino Spider - в кузові родстер - був представлений на автосалоні в Турині в 1966 році, а версія купе - рік потому на женевському автосалоні.

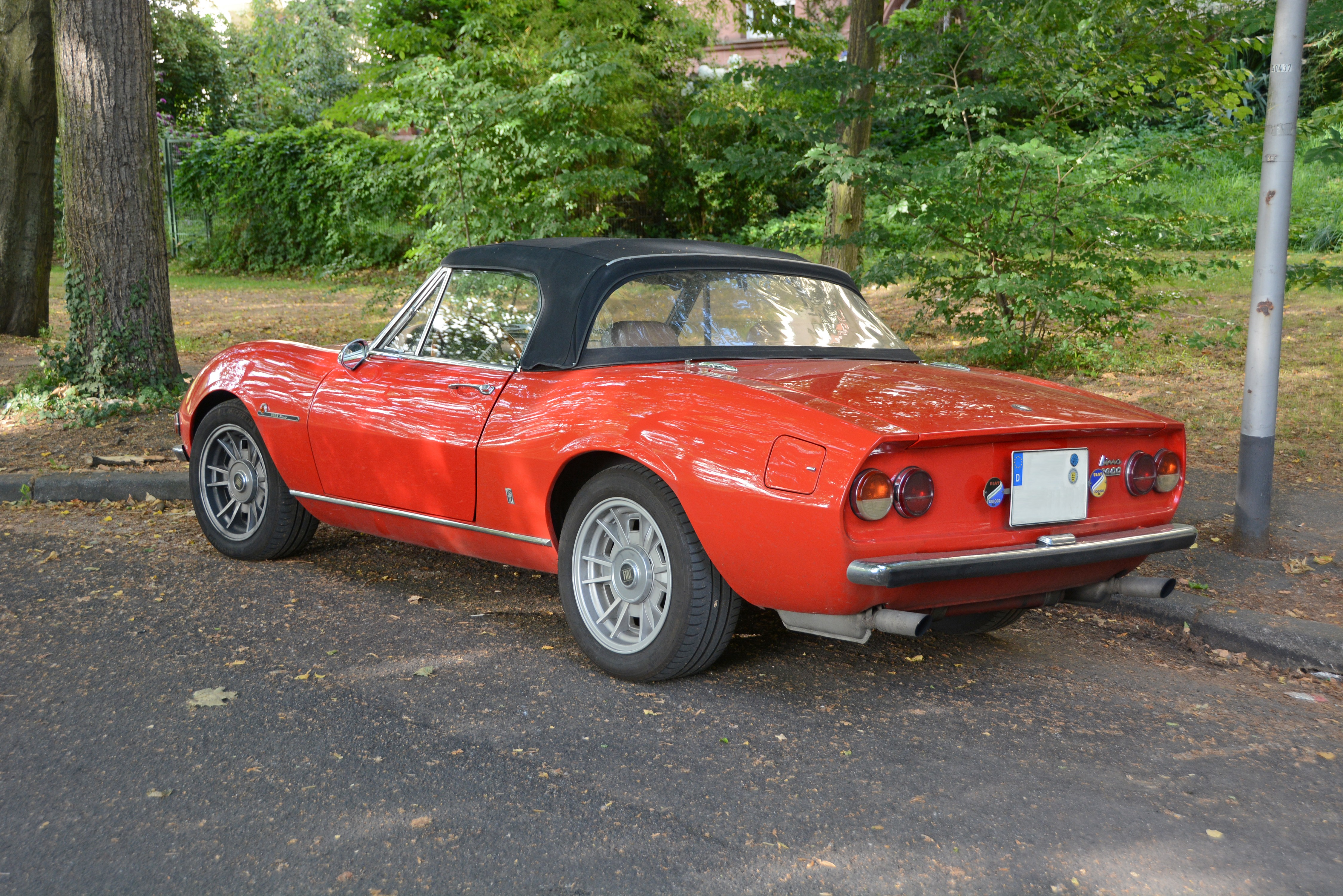
Fiat Dino Spider

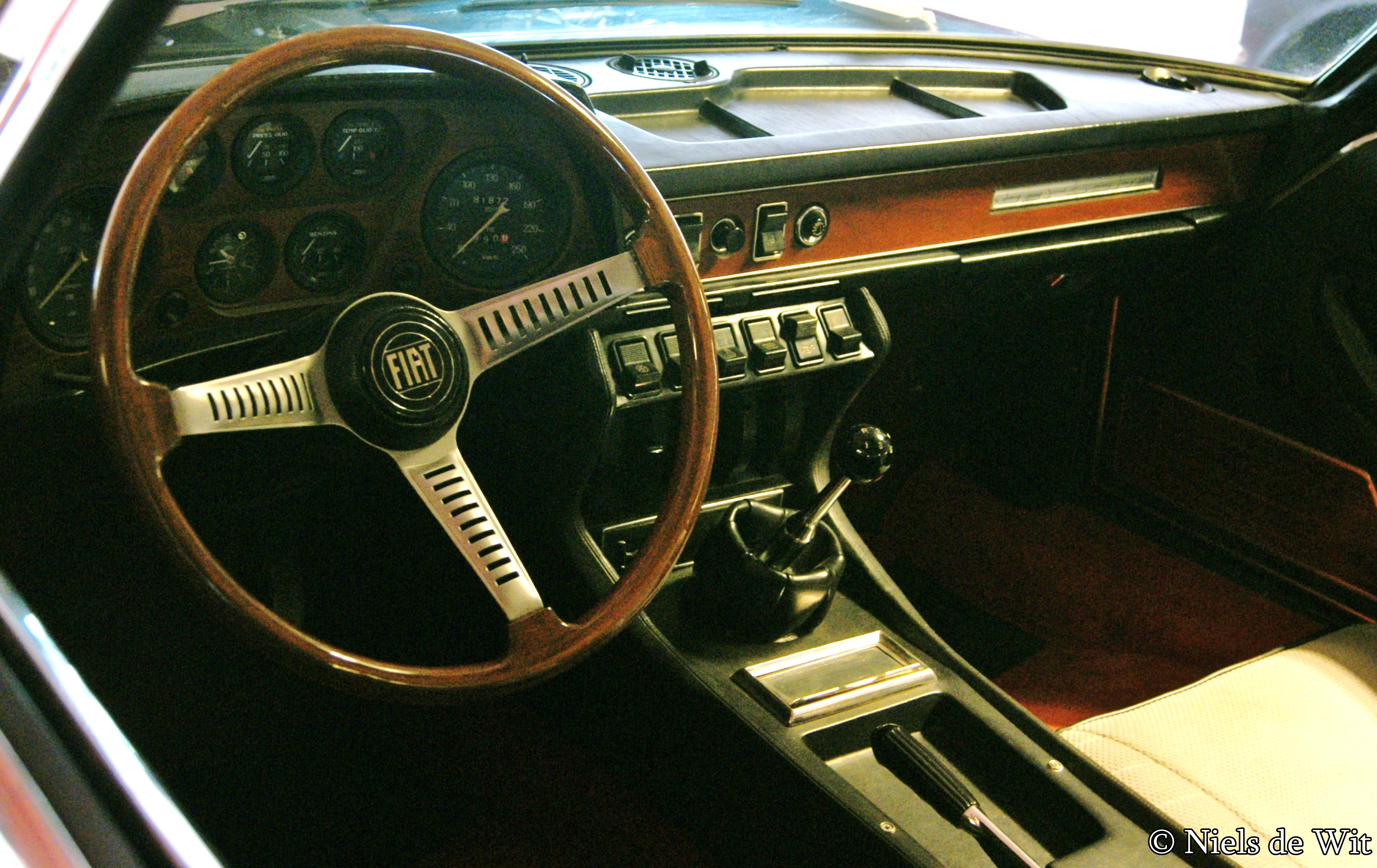

Компанія Ferrari почала свою першу серію автомобілів зі средньомоторним компонуванням в 1968 і продавала їх під маркою «Dino» (а не «Ferrari»). Спочатку Ferrari планувала випускати всі автомобілі з двигуном V6 під маркою «Dino», в пам'ять про Альфреда (Діно) Феррарі, сина Енцо Феррарі, який помер у віці 24 років і був одним з творців двигуна V6. Однак дилери Ferrari в США скаржилися на більш низький рівень продажу під маркою Dino і було вирішено випускати Fiat Dino і Ferrari Dino окремо. Dino 206 GT і Ferrari Dino 246 GT&GTS оснащувалися рівно такими ж двигунами як і Fiat Dino. Однак важливо вказати, що пізніша модель - Dino 308 GT4 використовувала двигун V8 принципово іншої конструкції і пізніше була випущена під маркою «Ferrari» в 1976 році, після чого виробництво автомобілів під назвою «Dino» припинилося.

## Двигуни
- 2.0 L Dino 65° V6 160 к.с. (1966–69)
- 2.4 L Dino 65° V6 180 к.с. (1969–73)